# Lost Springs, Wyoming

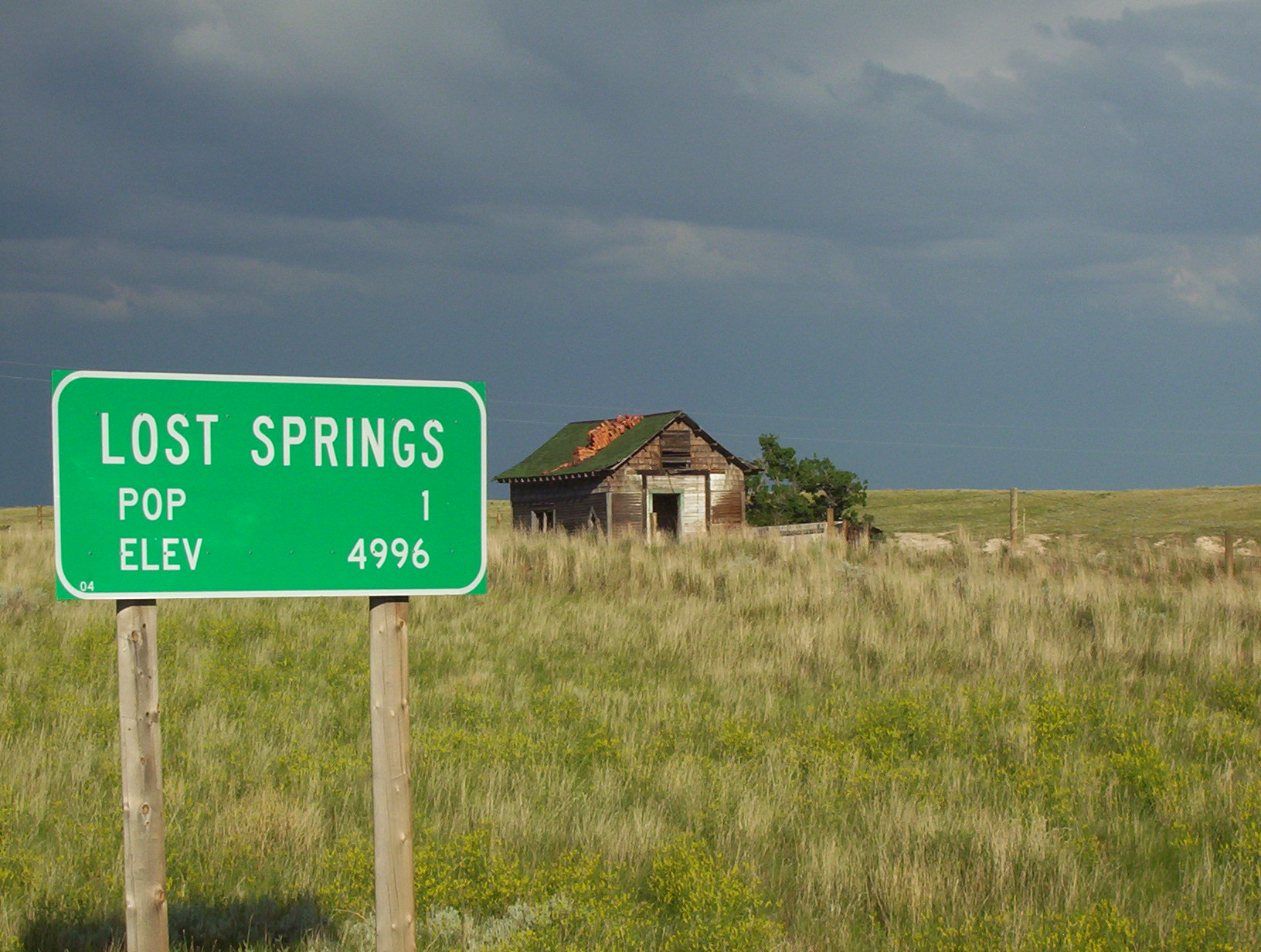
Infartsskylt vid Lost Springs. Staden hade vid 2000 års folkräkning endast en invånare.

Lost Springs är en stad (town) i östra delen av Converse County i Wyoming, USA. Av historiska skäl har staden fortfarande stadsrättigheter och kommunalt självstyre, men hade vid 2010 års folkräkning endast en befolkning på fyra personer.

## Geografi
Staden ligger på High Plains vid U.S. Route 18/20, omkring 25 miles (40 km) öster om Douglas, Wyoming och halvvägs mellan Douglas och Lusk. Staden har en yta på 0,23 km².

## Historia
Lost Springs befolkades först på 1880-talet, då järnvägsarbetare slog sig ned på platsen och gav den namnet Lost Springs då källor som enligt kartan skulle finnas på platsen inte hittades. Staden grundades officiellt 1911 och hade då omkring 200 invånare, varav de flesta arbetade vid Rosin-kolgruvan. När gruvan stängde omkring 1930 avtog befolkningen fort, och 1960 var befolkningen endast fem personer. 1976 var staden USA:s minsta incorporated town (stad med kommunalt självstyre), och hade då elva invånare.
Staden vann 1983 en rättsprocess mot järnvägsbolaget Chicago and North Western Transportation Company, vilken tvingade järnvägsbolaget att inte bygga på stadens mark. Järnvägen ägs idag av Union Pacific.

## I litteraturen
Lost Springs är känt i USA som en av landets minsta städer. Den svenske författaren Per Erik Tell döpte sin reseskildring Lost Springs (2005) efter staden.